# Japan Football League 2021
Die Japan Football League 2021 (japanisch 第23回日本フットボールリーグ) war die 23. Spielzeit der Japan Football League insgesamt und die achte als vierthöchste Spielklasse im japanischen Fußball. An ihr nahmen 17 Vereine teil. Die Saison begann am 14. März 2021 und endete am 5. Dezember 2021.

## Teilnehmer
| Mannschaft                | Stadt        | Stadion                                     | Kapazität | Bemerkungen                                          |
| ------------------------- | ------------ | ------------------------------------------- | --------- | ---------------------------------------------------- |
| Honda FC                  | Hamamatsu    | Honda Miyakoda Soccer Stadium               | 2.506     |                                                      |
| Honda Lock SC             | Miyazaki     | Hinata Athletic Stadiumm                    | 20.000    |                                                      |
| Iwaki FC                  | Iwaki        | Iwaki Greenfield Stadium                    | 5.600     | * J.League-Hundertjahrplan-Verein * J3-League-Lizenz |
| FC Kariya                 | Kariya       | Wave Stadium Kariya                         | 4.000     |                                                      |
| Kōchi United SC           | Kōchi        | Kochi Haruno Athletic Stadium               | 25.000    |                                                      |
| FC Maruyasu Okazaki       | Okazaki      | Maruyasu Okazaki Ryūhoku Stadium            | 5.000     |                                                      |
| Matsue City FC            | Matsue       | Matsue Municipal Athletic Stadium           | 24.000    |                                                      |
| MIO Biwako Shiga          | Kusatsu      | Higashiōmi Nunobiki Green Stadium           | 5.060     | J.League-Hundertjahrplan-Verein (Bewerber)           |
| Nara Club                 | Nara         | Kōnoike Athletic Stadium                    | 30.600    | * J.League-Hundertjahrplan-Verein * J3-League-Lizenz |
| FC Osaka                  | Higashiōsaka | Kintetsu-Hanazono-Rugbystadion (Nebenplatz) | 1.722     | * J.League-Hundertjahrplan-Verein * J3-League-Lizenz |
| ReinMeer Aomori FC        | Aomori       | New Aomori Prefecture General Sports Park   | 20.809    | * J.League-Hundertjahrplan-Verein * J3-League-Lizenz |
| Sony Sendai FC            | Sendai       | Miyagi Seikyo Megumino Soccer Stadium       | 10.000    |                                                      |
| Suzuka Point Getters      | Suzuka       | AGF Suzuka Athletic Stadium                 | 1.450     |                                                      |
| FC Tiamo Hirakata         | Hirakata     | Hirakata Municipal Athletic Stadium         | 2.500     |                                                      |
| Tōkyō Musashino United FC | Musashino    | Musashino Municipal Athletic Stadium        | 5.188     |                                                      |
| Veertien Mie              | Kuwana       | Asahi Gas Energy Tōin Stadium               | 5.142     | * J.League-Hundertjahrplan-Verein * J3-League-Lizenz |
| Verspah Ōita              | Yufu         | Shōwa Denkō Soccer/Rugby Field              | 4.700     | * J.League-Hundertjahrplan-Verein                    |

## Tabelle
Stand: Saisonende 2021
| Pl. | Verein                    | Sp. | S  | U  | N  | Tore    | Diff. | Punkte |
| --- | ------------------------- | --- | -- | -- | -- | ------- | ----- | ------ |
| 1.  | Iwaki FC                  | 32  | 21 | 8  | 3  | 065:280 | +37   | 71     |
| 2.  | Honda FC                  | 32  | 20 | 7  | 5  | 069:250 | +44   | 67     |
| 3.  | Verspah Ōita              | 32  | 19 | 5  | 8  | 046:240 | +22   | 62     |
| 4.  | Suzuka Point Getters      | 32  | 15 | 5  | 12 | 051:460 | +5    | 50     |
| 5.  | Matsue City FC            | 32  | 14 | 8  | 10 | 038:370 | +1    | 50     |
| 6.  | Sony Sendai FC            | 32  | 14 | 6  | 12 | 052:390 | +13   | 48     |
| 7.  | FC Osaka                  | 32  | 13 | 9  | 10 | 037:350 | +2    | 48     |
| 8.  | FC Tiamo Hirakata         | 32  | 14 | 6  | 12 | 058:570 | +1    | 48     |
| 9.  | ReinMeer Aomori FC        | 32  | 12 | 9  | 11 | 041:490 | −8    | 45     |
| 10. | Nara Club                 | 32  | 10 | 13 | 9  | 039:360 | +3    | 43     |
| 11. | Veertien Mie              | 32  | 10 | 10 | 12 | 040:430 | −3    | 40     |
| 12. | MIO Biwako Shiga          | 32  | 10 | 7  | 15 | 035:480 | −13   | 37     |
| 13. | Kōchi United SC           | 32  | 9  | 6  | 17 | 030:490 | −19   | 33     |
| 14. | FC Maruyasu Okazaki       | 32  | 8  | 9  | 15 | 027:460 | −19   | 33     |
| 15. | Tōkyō Musashino United FC | 32  | 9  | 5  | 18 | 038:530 | −15   | 32     |
| 16. | Honda Lock SC             | 32  | 6  | 9  | 17 | 026:480 | −22   | 27     |
| 17. | FC Kariya                 | 32  | 4  | 6  | 22 | 026:550 | −29   | 18     |

| Zum Saisonende 2022:                                                                  |
| Meister der Japan Football League und Aufsteiger in die dritte Liga Relegationsspiele |

### Relegation
| Datum             |               | Ergebnis |                  |
| ----------------- | ------------- | -------- | ---------------- |
| 18. Dezember 2021 | Honda Lock SC | 3:2      | FC Ise-Shima     |
| 18. Dezember 2021 | FC Kariya     | 0:4      | Criacao Shinjuku |

- Absteiger in die Regionalliga: FC Kariya
- Aufsteiger in die vierte Liga: Criacao Shinjuku

## Torschützenliste
Stand: Saisonende 2021
| Platz | Spieler         | Mannschaft           | Tore |
| ----- | --------------- | -------------------- | ---- |
| 1.    | Yuki Okazaki    | Honda FC             | 16   |
| 2.    | Reon Kodama     | Honda FC             | 13   |
| 3.    | Ryō Satō        | FC Tiamo Hirakata    | 12   |
| 3.    | Motoki Fujiwara | Sony Sendai FC       | 12   |
| 3.    | Kōhei Matsumoto | FC Tiamo Hirakata    | 12   |
| 6.    | Daigo Furukawa  | Iwaki FC             | 11   |
| 7.    | Cho Young-cheol | FC Tiamo Hirakata    | 10   |
| 7.    | Shōta Suzuki    | Iwaki FC             | 10   |
| 9.    | Rui Tone        | Verspah Ōita         | 9    |
| 9.    | Reo Takeshita   | MIO Biwako Shiga     | 9    |
| 11.   | Riku Saga       | Iwaki FC             | 8    |
| 11.   | Aoi Sato        | Sony Sendai FC       | 8    |
| 11.   | Makoto Nakamura | Verspah Ōita         | 8    |
| 11.   | Kenta Kawanaka  | FC Kagura Shimane    | 8    |
| 11.   | Yuya Tomita     | Honda FC             | 8    |
| 11.   | Efrain Rintaro  | Suzuka Point Getters | 8    |
| 11.   | Hiroki Maeda    | Verspah Ōita         | 8    |
| 11.   | Sachio Hamada   | Nara Club            | 8    |
| 11.   | Yuta Nishimura  | Kōchi United SC      | 8    |
| 11.   | Shu Yoshizawa   | Iwaki FC             | 8    |

## Hattricks
Stand:Saisonende 2021
| Spieler      | Verein   | Gegnerischer Verein | Ergebnis | Datum            |
| ------------ | -------- | ------------------- | -------- | ---------------- |
| Yuki Okazaki | Honda FC | FC Tiamo Hirakata   | 7:1 (A)  | 7. November 2021 |